# 70 Panopaea
A 70 Panopaea a Naprendszer kisbolygóövében található aszteroida. Hermann Mayer Salomon Goldschmidt fedezte fel 1861. május 5-én.